# Discretionary access control
Nell'ambito della sicurezza informatica, il discretionary access control (DAC) è un tipo di controllo d'accesso definito dalla Trusted Computer System Evaluation Criteria "come una forma per limitare l'accesso a contenuto appartenente a soggetti e/o gruppi. I controlli sono discrezionali in quanto un soggetto con un determinato permesso d'accesso riesce a trasmettere questi permessi a qualsiasi altro soggetto (a meno che questo non sia coperto da una restrizione del Mandatory Access Control)".
Il Discretionary Access Control è generalmente contrapposto al Mandatory Access Control (MAC, chiamato anche Non-Discretionary Access Control). Talvolta si dice che un sistema nel suo complesso abbia un controllo d’accesso "discrezionale" o "prettamente discrezionale" riferendosi alla mancanza del Mandatory Access Control. D’altra parte, un sistema può presentare simultaneamente sia MAC che DAC, dove con DAC ci si riferisce all’accesso a risorse che i soggetti possono trasferirsi a vicenda, mentre con MAC ci si riferisce a una seconda categoria di controllo d'accesso che impone dei vincoli alla prima.

## Implementazioni
Il significato del termine dato dal TCSEC non è molto chiaro, in quanto la definizione del Discretionary Access Control della TCSEC non definisce come realizzare il DAC. Ci sono almeno due tipi d'implementazione: con il proprietario (come modello più esteso) e con le competenze. 
Con il proprietario
Il termine DAC è comunemente usato in contesti che presuppongono che ogni oggetto abbia un proprietario che controlli il permesso d'accesso all'oggetto, probabilmente perché alcuni sistemi applicano il DAC usando l'impostazione del proprietario. Eppure, la definizione del TCSEC non dice nulla sui proprietari, quindi tecnicamente un sistema di controllo d'accesso non necessita un'impostazione del proprietario secondo la definizione del DAC della TCSEC. 
I proprietari, grazie all'esecuzione del DAC, hanno il potere di creare decisioni sulle politiche e/o designare caratteristiche di sicurezza. Un modello chiaro è l'Unix file mode, che rappresenta scrittura, lettura ed esecuzione in ognuna delle 3 parti per ciascun Utente, Gruppo e Altri (è simulato da un'altra parte che indica le caratteristiche aggiuntive).
Con le competenze
Un altro esempio è fornito dai sistemi di capacità che a volte vengono descritti come fornitori di controlli discrezionali, dato che permettono ai soggetti di trasferire i loro accessi ad altri soggetti, nonostante la sicurezza basata sulla capacità non si riferisca principalmente sull'accesso ristretto “all'identità del soggetto” (il sistema di capacità, generalmente, non permette che le autorizzazioni siano trasferite "da un soggetto all’altro"; il soggetto che attende di ricevere l'autorizzazione deve prima poter accedere alla risorsa, e il soggetto generalmente non deve avere accesso a tutte le risorse nel sistema).